# Веджіє Кашка
Веджі́є Кашка́ (крим. Veciye Qaşqa, нар. 1 липня 1935, с. Ускут — пом. 23 листопада 2017, Сімферополь) — ветеранка кримськотатарського руху в Криму, одна із символів кримськотатарського національного руху за повернення на батьківщину на рівні з Мустафою Джемілєвим.

## Життєпис
Веджіє Кашка народилася 1 липня 1935 року в селі Ускут, що в Криму. Під час Другої світової війни десятирічною дівчинкою пережила депортацію кримських татар.
У 1950-х роках Веджіє Кашка приєдналася до національного руху разом зі своїм чоловіком Бекіром. Сім'я проживала тоді в Середньочирчицькому районі Узбекистану. За роки участі в національному русі Веджіє Кашка була не тільки соратницею Мустафи Джемілєва й інших кримськотатарських діячів, але і спілкувалася з Петром Григоренком, Андрієм Сахаровим (саме він допомагав їй повернутися додому) та багатьма іншими радянськими дисидентами.
1967 року, після виходу радянського указ, який реабілітував кримських татар, родина Веджіє Кашка, в якій було вже четверо дітей, однією з перших залишила Узбекистан. Спершу вони перебралися на Кубань, потім – у Крим, але родині довелося пережити дві депортації через порушення паспортного режиму.
1969 року сім'я (діти — п'ять синів і дочка) Кашка переїжджає до с. Джемрек Карасубазарського району Криму. У грудні 1973 року сім'я потайки купила будинок у селі Учкоз у тому ж районі. Чоловік Веджіє помер 2012 року, а сама вона надалі жила в Учкозі.

## Загибель
2017 року, під час затримання російськими силовиками в Сімферополі, Веджіє-ханим стало зле, і вона померла в машині швидкої допомоги по дорозі в лікарню. Влада тимчасово анексованого Криму причиною смерті вказує гіпертонічну хворобу серця. Прокуратура АР Крим розглядає дії, що призвели до смерті жінки, як умисне вбивство.
Разом з тим, «поліція» окупантів вилучила всі відео стосовно смерті Веджіє. Окупаційна російська влада в Криму ретельно приховує від рідних й адвоката результати судово-медичної експертизи за фактом її смерті, а силовики дезінформують суспільство.
6 травня 2020 року «верховний суд» Криму розглянув апеляційну скаргу у справі Веджіє Кашки з вимогою відкриття кримінальної справи й відмовив у її задоволенні.

## Спогади про Веджіє
Муфтій Духовного управління мусульман України «Умма» Саїд Ісмагілов про Веджіє:
| «Я з Веджіє Кашка познайомився ще до окупації, на Курултаї, коли обирали муфтія Духовного правління мусульман Криму. Мене підвели до неї, познайомили як з ветераном кримськотатарського руху. Вона сказала мені кілька побажань - про рідну землю, про роль муфтія в суспільстві. Я слухав її з захопленням, адже фактично Веджіє, нарівні з Мустафою Джемілєвим, була символом кримськотатарського руху. Жінкою-символом. Розумієте, чоловік сам по собі повинен бути сильним, тому до нього і вимог більше. А жінки у тюркських народів, у мусульман - це завжди, в першу чергу, мати. І ось Веджіє як жінка, яка боролася за свій народ, була дуже шанована. Вона була легендою того, як жінка може стати одним із символів боротьби за права народу, за повернення на рідну землю»[13] |